# Mike Appel
Mike Appel, född 27 oktober 1942 i Flushing i Queens i New York, är en amerikansk skivproducent mest känd för sitt engagemang i Bruce Springsteens tidiga karriär. Han var Springsteens manager under stora delar av 1970-talet och var medproducent på Springsteens tre första album, Greetings from Asbury Park, N.J., The Wild, the Innocent & the E Street Shuffle och Born To Run. Appel och Springsteen avslutade sitt samarbete i domstol 28 maj 1977 på grund av att Springsteen var missnöjd med kontraktet och den bristande kontrollen över sin egen musik. Jon Landau tog därefter över som ny manager till Springsteen.